# Oltacloea
Oltacloea is een geslacht van spinnen uit de  familie van de Prodidomidae.

## Soorten
- Oltacloea beltraoae Brescovit & Ramos, 2003
- Oltacloea mutilata Mello-Leitão, 1940
- Oltacloea ribaslangei Bonaldo & Brescovit, 1997